# Konice
Konice är en stad i Tjeckien.   Den ligger i regionen Olomouc, i den östra delen av landet, 190 km öster om huvudstaden Prag. Konice ligger 426 meter över havet och antalet invånare är 2 931.
Terrängen runt Konice är platt norrut, men söderut är den kuperad. Runt Konice är det ganska tätbefolkat, med 86 invånare per kvadratkilometer. Närmaste större samhälle är Litovel, 18,2 km nordost om Konice. Trakten runt Konice består till största delen av jordbruksmark.